# Bon Appetit ..... Bitch!!!!!
Cet article possède un paronyme, voir Bon Appétit (homonymie).
Albums de Action Bronson
Dr. Lecter
(2011)
Bon Appetit ..... Bitch!!!!! est la première mixtape d'Action Bronson, sortie le 4 janvier 2011.

## Liste des titres
| No  | Titre                                                                  | Contient un (des) sample(s) de                                                                       | Durée |
| --- | ---------------------------------------------------------------------- | --- | ----- |
| 1.  | East Bound and Down                                                    | Going Down de Freddie King                                                                           | 1:37  |
| 2.  | T.K.O. (featuring Uncle Paul)                                          | Ripped Open by Metal Explosions du Galt MacDermot's First Natural Hair Band                          | 2:02  |
| 3.  | Mark Sanchez                                                           | | 0:14  |
| 4.  | Shiraz                                                                 | The Shadow of Your Smile de Brother Jack McDuff Living Together Is Keeping Us Apart de Clarence Reid | 2:22  |
| 5.  | The Come Up                                                            | | 1:58  |
| 6.  | Imported Goods                                                         | Impeach the President des Honey Drippers Brown Baby de Diana Ross                                    | 3:25  |
| 7.  | Bronson Maina                                                          | | 3:05  |
| 8.  | Dabble in Truffles                                                     | | 1:26  |
| 9.  | Growin Up                                                              | | 1:30  |
| 10. | Mofongo (featuring Shaz One)                                           | Falsaria d'El Gran Combo Apache de l'Incredible Bongo Band                                           | 1:50  |
| 11. | Fuck Me Till I Die (featuring Meyhem Lauren, Jay Steele et A.K.A. Mr.) | Nasty Girl de Vanity 6                                                                               | 3:45  |
| 12. | Borderline                                                             | | 0:59  |
| 13. | Eastern Promises                                                       | Efige Efige de Stelios Kazantzidis                                                                   | 1:26  |
| 14. | 85 Barritz Bro-Ham                                                     | Nago de Luis Enríquez Bacalov                                                                        | 2:26  |
| 15. | Body Language (featuring Science)                                      | Love to the World Prayer de L.T.D.                                                                   | 2:48  |
| 16. | Aged Manchego                                                          | | 0:52  |
| 17. | Albino Gorilla (featuring Meyhem Lauren et J-Love)                     | | 2:30  |
| 18. | Roasted Bone Marrow (featuring A.G. da Coroner et Maffew Ragazino)     | | 3:51  |
| 19. | Get Off the P.P.                                                       | A Night in Tunisia de Dizzy Gillespie                                                                | 2:00  |
| 20. | Tango & Cash (featuring Meyhem Lauren)                                 | | 1:52  |
| 21. | Shape Shifters (featuring Machine)                                     | | 1:49  |
| 22. | Night Court                                                            | | 3:25  |
| 23. | Ceviche (featuring Solace)                                             | | 2:09  |
| 24. | Black Rain (featuring Shaz One)                                        | | 2:19  |
| 25. | Double Impact (featuring Starving B)                                   | | 3:27  |
| 26. | The Team                                                               | | 1:31  |
| 27. | Marijuana Bronson                                                      | | 2:32  |
| 28. | Shorty Bop With a Hook                                                 | | 1:21  |
| 29. | Friendly Fire                                                          | | 1:14  |
| 30. | Bronson Hard Lemonade                                                  | | 1:38  |
| 31. | I Remember                                                             | | 1:20  |
| 32. | Amuse Pusche                                                           | | 2:02  |
| 33. | On the Real                                                            | | 2:10  |
| 34. | Re Elect Dinkins (featuring Machine et The Kid Daytona)                | | 3:28  |
| 35. | Chilli Chicken Hakka Style                                             | | 1:23  |